# Cam Neely
Cameron Michael "Cam" Neely, född 6 juni 1965 i Comox, British Columbia, är en kanadensisk före detta professionell ishockeyspelare som spelade i Vancouver Canucks och Boston Bruins i NHL mellan 1983 och 1996.

## Karriär
Cam Neely valdes av Vancouver Canucks som 9:e spelare totalt i NHL-draften 1983 och spelade tre säsonger i klubben innan han byttes till Boston Bruins tillsammans med lagets förstaval i NHL-draften 1987 – Bruins valde Glen Wesley – i utbyte mot Barry Pederson. Neely var en av de första power forwardarna i NHL. Hans hårda spel och målskytte gjorde honom till en uppskattad lagkamrat.
Som ett tecken på Neelys målfarlighet kan nämnas att endast tio spelare i NHL har ett bättre mål-per-match förhållande än Cam Neely. På 726 matcher gjorde han 395 mål. Säsongen 1993–94 gjorde han 50 mål på de första 44 matcherna, en prestation som endast Wayne Gretzky lyckats med snabbare.
Mot slutet av karriären drabbades Neely av många skador som ofta gjorde att han endast kunde spela hälften av säsongens matcher. Efter en knätackling av Ulf Samuelsson kom Neely aldrig mer upp till sin forna kapacitet och skadan förföljde honom resten av hans karriär. Efter att Neely lade skridskorna på hyllan har Boston Bruins pensionerat hans tröja #8 och han blev invald i Hockey Hall of Fame 2005.

## Statistik

### Klubbkarriär
| 1982–83    | Portland Winter Hawks | WHL        | 72  | 56  | 64  | 120 | 130  | 14 | 9  | 11 | 20 | 17  |
| 1983–84    | Portland Winter Hawks | WHL        | 19  | 8   | 18  | 26  | 29   | —  | —  | —  | —  | —   |
| 1983–84    | Vancouver Canucks     | NHL        | 56  | 16  | 15  | 31  | 57   | 4  | 2  | 0  | 2  | 2   |
| 1984–85    | Vancouver Canucks     | NHL        | 72  | 21  | 18  | 39  | 137  | —  | —  | —  | —  | —   |
| 1985–86    | Vancouver Canucks     | NHL        | 73  | 14  | 20  | 34  | 126  | 3  | 0  | 0  | 0  | 6   |
| 1986–87    | Boston Bruins         | NHL        | 75  | 36  | 36  | 72  | 143  | 4  | 5  | 1  | 6  | 8   |
| 1987–88    | Boston Bruins         | NHL        | 69  | 42  | 27  | 69  | 175  | 23 | 9  | 8  | 17 | 51  |
| 1988–89    | Boston Bruins         | NHL        | 74  | 37  | 38  | 75  | 190  | 10 | 7  | 2  | 9  | 8   |
| 1989–90    | Boston Bruins         | NHL        | 76  | 55  | 37  | 92  | 117  | 21 | 12 | 16 | 28 | 51  |
| 1990–91    | Boston Bruins         | NHL        | 69  | 51  | 40  | 91  | 98   | 19 | 16 | 4  | 20 | 36  |
| 1991–92    | Boston Bruins         | NHL        | 9   | 9   | 3   | 12  | 16   | —  | —  | —  | —  | —   |
| 1992–93    | Boston Bruins         | NHL        | 13  | 11  | 7   | 18  | 25   | 4  | 4  | 1  | 5  | 4   |
| 1993–94    | Boston Bruins         | NHL        | 49  | 50  | 24  | 74  | 54   | —  | —  | —  | —  | —   |
| 1994–95    | Boston Bruins         | NHL        | 42  | 27  | 14  | 41  | 72   | 5  | 2  | 0  | 2  | 2   |
| 1995–96    | Boston Bruins         | NHL        | 49  | 26  | 20  | 46  | 31   | —  | —  | —  | —  | —   |
| NHL totalt | NHL totalt            | NHL totalt | 726 | 395 | 299 | 694 | 1241 | 93 | 57 | 32 | 89 | 168 |